# 方君壮
方君壮（1905年—1981年2月），原名次雄，又名存英，广东普宁人，中华人民共和国政治人物。
1937年，担任马来亚槟城《现代日报》之聘任该报总编辑，并秘密募捐支援八路军、新四军。担任中央侨务委员会委员。1954年，当选第一届全国人民代表大会代表。1981年2月去世。